# Люторецкое
Люторецкое — деревня в Чеховском районе Московской области, в составе муниципального образования сельское поселение Баранцевское (до 29 ноября 2006 года входила в состав Баранцевского сельского округа), деревня не связана автобусным сообщением с райцентром и соседними населёнными пунктами.

## Население
| 2002 | 2006 | 2010 |
| ---- | ---- | ---- |
| 44   | ↘36  | ↗70  |

## География
Люторецкое расположено примерно в 13 км (по шоссе) на юго-восток от Чехова, на левом берегу реки Лопасня, у впадения притока Люторка, высота центра деревни над уровнем моря — 142 м. На 2016 год в Люторецком зарегистрировано 5 улиц, 2 садовых товарищества и промзона.